# Hôtel des Barres
L'Hôtel des Barres est un hôtel particulier de la ville de Dijon

## Situation et accès
Il est situé 43 rue Chabot-Charny, dans le secteur sauvegardé de Dijon.

## Historique
Construit vers 1640 pour Pierre des Barres, président du parlement de Bourgogne.

Il est constitué d'un corps principal entouré de deux ailes. La cour ainsi formée est fermée par un mur, souligné par la grille en fer forgé de la porte principale.

Les fenêtres sont surmontées de frontons classiques, cintrés ou de bandeaux à corniche rectilignes, alternativement.

Le portique à balustres, soutenu par des colonnes ioniques, a été ajouté en 1783.

Ses façades et toitures sont inscrites aux monuments historiques depuis 1971.

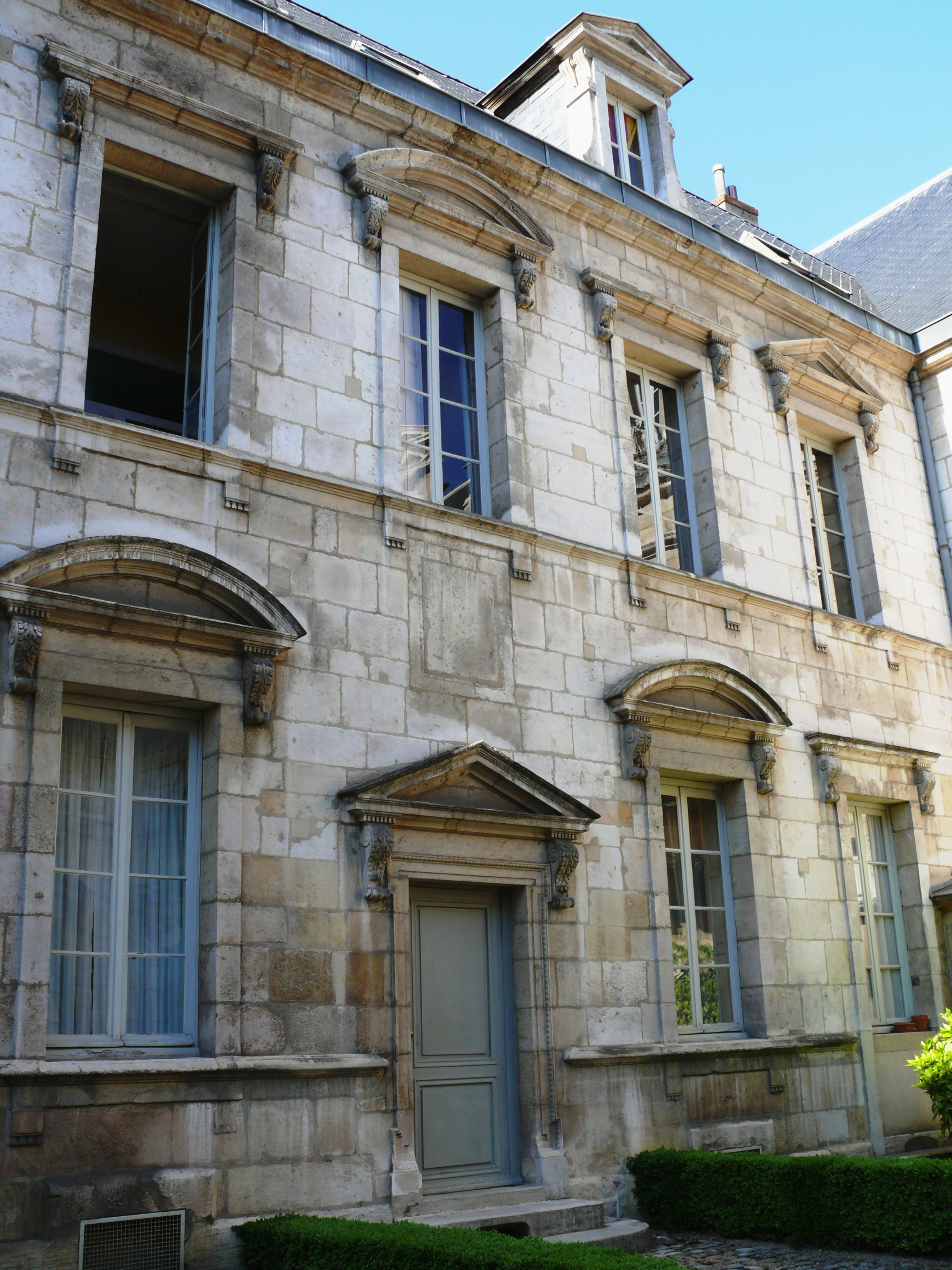
Hôtel des Barres.
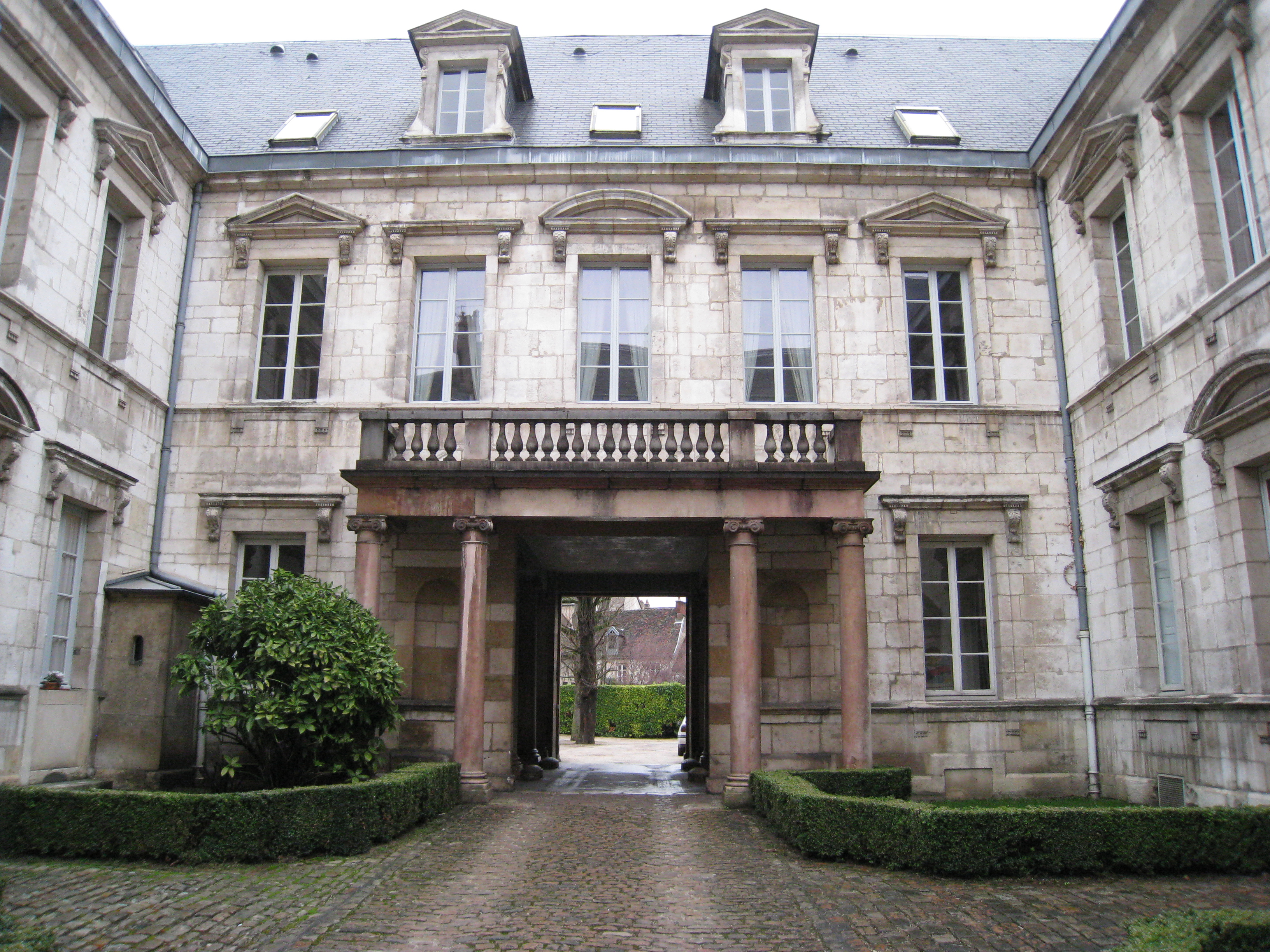
Cour de l'Hôtel des Barres.
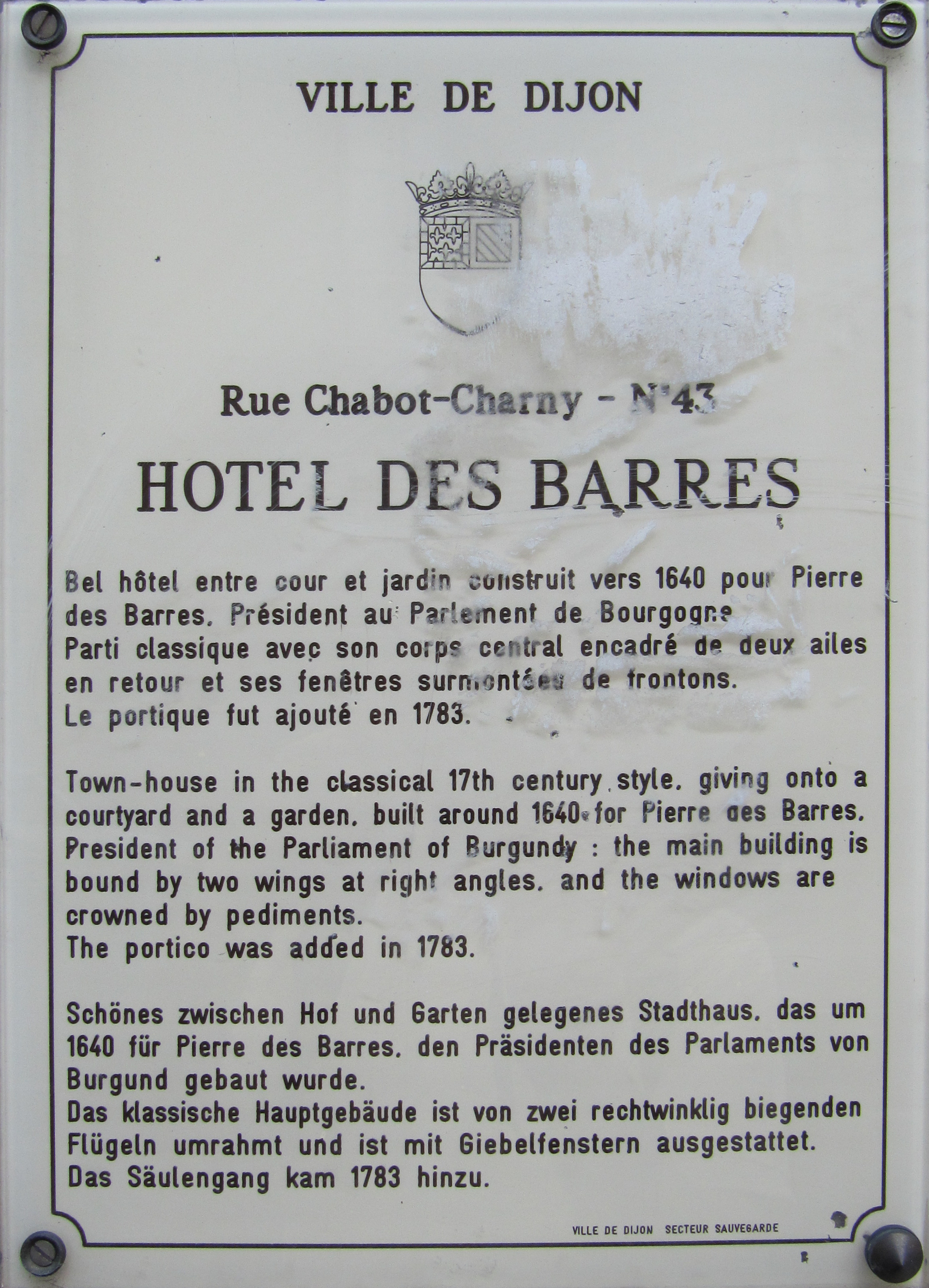
Plaque d'information trilingue (français, anglais, allemand).